# 空中杀手
《空中殺手》是日本作家森博嗣的系列小說作品，系列共發行了5部單行本正篇及一部短篇集，插繪作者為鶴田謙二，於2001年6月由中央公論新社出版，後被改編為同名動畫電影，由押井守執導並於2008年8月2日上映。Wii平台衍生遊戲《空中殺手 無暇王牌》於2008年10月16日在日本由萬代南夢宮遊戲发布，2010年1月12日在北美由Xseed Games出版髮布，同年2月26日在歐洲由萬代南夢宮遊戲發行。

## 概要
本作品以近未来为舞台，主角是一群被称作「永恒之子」的战斗机飞行员。虽然战争是故事的主要背景，但关于世界观和战争的政治背景及战况却几乎没有描述，故事中始终以第一人称的「我」來敘述旁白，但到故事最后，也并未说明旁白本尊為誰。按照发行的顺序第一卷为《スカイ・クロラ》（英文：Sky Crawlers），但按照作品中的时间排序却是第五位。

## 小说各卷
| 发表时间 | 日文标题                 | 英文标题          | ISBN            | 故事时序 |
| -------- | ------------------------ | ----------------- | --------------- | -------- |
| 2001年   | スカイ・クロラ           | The Sky Crawlers  | ISBN 4120031586 | 5        |
| 2004年   | ナ・バ・テア             | None But Air      | ISBN 4120035417 | 1        |
| 2005年   | ダウン・ツ・ヘヴン       | Down to Heaven    | ISBN 4120036448 | 2        |
| 2006年   | フラッタ・リンツ・ライフ | Flutter into Life | ISBN 4120037398 | 3        |
| 2007年   | クレィドゥ・ザ・スカイ   | Cradle the Sky    | ISBN 4120038408 | 4        |
| 2008年   | スカイ・イクリプス       | Sky Eclipse       | ISBN 4120039447 |          |

## 登场人物

### 主要人物
草薙水素
配音：菊地凛子（日本）
「空中杀手」中是曾以王牌飞行员而闻名的「兔離州」基地女司令，第一人称为“我”。草薙水素通常待人不苟言笑，但偶然会流露出强烈的情感。草薙水素与被函南优一调任补充的栗田仁郎有所关系，她起初对函南优一毫无理睬，但随着故事发展却表现出某种暧昧的情感。草薙水素的结局在原作和电影版有这很大的不同。
「None But Air」中的「永恒之子」飞行员，第一人称为“我”，呼号为「Boomerang」。草薙水素在地面上不苟言笑，且貌似對同儕没有明確的情感交流，只是执着于能在天空中自由飞翔。十分尊敬崇拜「教父」，不過她对能和「教父」在同一个单位感到非常喜悅。此外也罕見的与负责战机维修的笹仓相當亲近。
「Down to Heaven」中已成為飞行员，但在某次战斗中负伤後，在甲斐的建议下临时担任讲师训练飞行员。之后在总公司遇到了甲斐的上司萱場。之後則重新回任飞行员，却遭遇到了已经轉換公司、成为敌人的「教父」。
「Flutter into Life」中的王牌飞行员，大尉军衔，第一人称为“我”。曾告知栗田，由于她的怀孕经历，她因此已不再是「永恒之子」。
「Cradle the Sky」中的指挥官，身为「永恒之子」的前王牌飞行员，曾出现在“我”的幻觉中。根据杣中的说法，他本应该在作战行动中阵亡，却又活着回来了。
函南优一
配音：加瀬亮（日本）
作为「空中杀手」主角的王牌飞行员，第一人称为“我”。
函南优一奉命调任至前线基地「兔離州」，填補前任栗田仁郎的任務空缺，他在此结识基地的女司令官草薙水素，并听闻了草薙水素與栗田仁郎的传闻。经过一段时间在基地的生活和作战，并随着战况发展陸續造成數名队友阵亡，函南优一却在新调任抵達的补充飞行员中，注意到之前阵亡队友的身影與生活習慣，進而在与草薙水素的接触中逐渐明白了事件真相，最终下定決心迎戰「教父」以反抗命運。
在电影版中，函南优一几乎没有调任前的记忆，但在原作小說中，却仍然保有调任至基地前的零星记忆，如调任前的任务细节和朋友。
函南
「Down to Heaven」中的角色，草薙在医院遇见的住院少年，其头上缠着绷带，并且几乎丧失了所有记忆。曾向草薙诉说过自己所做过的梦，而梦的内容与「空中杀手」故事开头函南优一的梦十分相似。
栗田仁郎
「Flutter into Life」中的飞行员，草薙的部下，第一人称为“我”，呼号是「Deadeye」。机缘巧合的在前线基地「兔離州」執勤期間，得知了草薙和「永恒之子」的秘密。
栗田
「None But Air」中的飞行员，辻間阵亡后，与「比嘉澤無位」一起被调任。故事中并未表明其与栗田仁郎是否为同一人。
“我”
「Cradle the Sky」的故事讲述者，为一名自称为“我”的飞行员，但并没有具体说明讲述者是谁。驾驶飞机于野外降落时受伤而入院治疗，却逃离医院去见“富可”，随后又见到了生物学家相良亚绪衣。虽然其失去了部分记忆，但仍然记得一个特定的人；并且频繁看到出现草薙的幻觉，对幻觉中被草薙杀死却感到高兴。
草薙瑞季
配音：山口愛（日本）
「空中杀手」和「Flutter into Life」中稱其為草薙水素的妹妹，但基地人員私下传闻則把她視為草薙水素的女儿，「Flutter into Life」中敘述，曾在母亲的葬礼上曾遇到过栗田仁郎。
土岐野尚史
配音：谷原章介（日本）
「空中杀手」中的角色，函南优一的队友和室友，個性溫和、为人友善，嗜好則是與女性往來。有一辆2缸发动机的摩托车。
「Flutter into Life」中也曾是栗田仁郎的队友和室友。
笹倉永久
配音：榊原良子（日本）
「空中杀手」中「兔離州」基地的机械师。除負責维护飞机之外，喜好則是改装飞机，并经常在未经许可的狀況下自行改裝、調整增压器。他和草薙是熟识的朋友。原作中設定是与草薙同龄的男性，而电影版中則改为中年女性。
笹倉
「None But Air」中的机械师，原先负责整备草薙座机，后来被选为负责整备「教父」座机。与草薙在之前所属的基地相识，并同时被转移到了新基地。
「Down to Heaven」/「Flutter into Life」中的机械师。
“富可”
配音：安藤麻吹（日本）
「空中杀手」和「Flutter into Life」中在郊区的妓院常为飞行员工作的妓女。有著一头粉红色（电影版中改为深蓝色）的短发，胸前有猫头鹰纹身，嗓音沙哑。对栗田和函南十分亲切。
「Cradle the Sky」中的妓女，接到身处医院的“我”的电话，之后曾与“我”一切活动。
"久須美"
配音：兵藤真子（日本）
「空中杀手」和「Flutter into Life」中与风子在同一家妓院工作的女性，是土岐野的旧识與相好。
甲斐
「None But Air」 / 「Down to Heaven」 / 「Flutter into Life」 / 「Cradle the Sky」中的来自公司总部的女性上司。十分倚重既是女人又是孩子并成为王牌的草薙，曾有准备指挥官职位交给草薙的用意。
杣中
「Down to Heaven」 / 「Flutter into Life」 / 「Cradle the Sky」中的角色，YA新闻社的记者，多次进行过对「永恒之子」的新闻取材，自称是草薙的崇拜者，曾经接触过栗田仁郎。在「Cradle the Sky」中质疑过草薙的变化，并将第一人称为“我”称为「函南」。
「教父」（英文：Teacher）
「None But Air」中的男性飞行员，他是飛行員中罕見的“成年”人，而不是「永恒之子」。原作與電影版中均未透露真实姓名，别人总是以他的呼号称呼他，但据「教父」所言，他原本的呼号是“猎豹”。一直被称为公司的空战王牌，对旧型的牽引式戰机情有独钟。並在座机机身整流罩上涂有大面積黑色彩繪、雖然主要用於降低太陽反光，但其圖案看起来與呼号“猎豹”的臉部線條十分相似。「教父」（Teacha）这个呼号的由来，据说是通过替换呼号“CHEETAH”中的C和T而得到的“THEECAH”而来。「教父」的性格虽不善社交，但內心卻十分了解草薙对他的敬意。
「Down to Heaven」和「Flutter into Life」中曾敘述，他原本是草薙到任初期的原任上司。
「空中杀手」中敌方的飞行员，电影中曾數度被主角方提到身分，並驾驶战机登场與主角方作战，但其外貌、臉孔與真實姓名均未曝光。

### 空中杀手系列
湯田川亞伊豆
配音：平川大輔（日本）
「空中杀手」中的角色，函南优一的队友，有着一头白发并戴着一副眼镜。在电影版中则没有戴眼镜，有仔细折叠读完的报纸的习惯。故事中期被「教父」击落。
篠田虚雪
配音：竹若拓磨（日本）
「空中杀手」中的角色，函南优一的队友，基地内四名飞行员中年龄最大的。他不抽烟并且沉默寡言，肤色黝黑，总是穿着黑色长袖衣服；在电影中则是向后梳的刘海，穿着和其他飞行员相同。
三津矢碧（ミツヤ ミドリ）
配音：栗山千明（日本）
「空中杀手」中的女性王牌飞行员。企图通过查阅文献资料进行调查以避免自己成为永恒之子。
山極麦朗
配音：麦人（日本）
「空中杀手」中友军部队基地的男性司令。
鯉目新技/ 鯉目彩雅
「空中杀手」中的飞行员兄弟，山極麦朗的部下，虽然是一对兄弟但故事中并未说明长幼关系。
本田
配音：大塚芳忠（日本）
「空中杀手」中的角色，海岸观测所的成员，认识草薙，曾经试图阻拦因未能发现一架飞往基地的敌方轰炸机而前来发难的草薙。
合原
配音：平川大輔（日本）
只在电影版中出场。汤田川被击落后被调任的飞行员，与汤田川有着相似的外貌和习惯。

### 其他人物
比嘉澤無位
「None But Air」中的女性飞行员，不抽烟，呼号为「圣诞节」。为了补充行动后的人员空缺，与栗田一起被调任到草薙所在的基地。其对「教父」有着强烈的崇拜，令草薙有所介意。
比嘉澤
「Down to Heaven」中的角色，甲斐的部下，比嘉澤無位的弟弟，与姐姐不同的是其并不是「永恒之子」。
合田
「None But Air」中草薙所属基地的司令。
辻間
「None But Air」中的飞行员，草薙的队友，阵亡后由比嘉澤無位和栗田接替。
相良
「None But Air」中的角色，草薙到访的医院的医生，并知晓草薙是「永恒之子」，故事中并未说明其与相良亚绪衣是否是亲戚关系。
相良亚绪衣
「Cradle the Sky」中的角色，草薙的青梅竹马。由于知晓某些「永恒之子」的秘密，导致其的父亲和弟弟失踪。在“我”住院期间，他交给“我”自己的联系方式并给“我”注射了某些药品，之后帮助并藏匿逃出医院的“我”。

## 设定

### 用语
- 

外貌與體型定格在15至17歲間，停止發育成長、永远无法成長為大人，也不會衰老的一群人。原作中是戰爭合約企業運用生物醫學科技改造基因後培育（更精確的形容詞是製造），負責駕駛戰機執行作戰的青少年們，雖然名字與身分各異，但電影版中暗示，陣亡者的基因與外型會被繼續沿用，並在植入簡短虛擬記憶後，以不同身分、姓名重生，繼續被派往基地參與並無實際意義的戰爭。
「教父」過往在主角方公司期間，曾帶領多名「永恒之子」執行任務，由於他以精湛技巧聞名，且年齡、體型與「永恒之子」格格不入，因此被部分性格激進的「永恒之子」視為亟欲超越、反抗命運的對象，並被賦予了叛逆期反抗父權形象的代表（雖然他本人並無此意），導致引發許多悲劇。儘管「教父」在作戰中習於射殺對手，但原著小說暗示，其目的並非出於仇恨或輕蔑，而是希望讓「永恒之子」擺脫毫無生趣的負擔與解脫。
- 推进式 / 牵引式

現實中的，根據引擎安裝位置的不同，位於機身後方的為推進式，前方為牽引式。雖然在現實中，以活塞為引擎動力的飛機以牽引式為主，但在本作中推進式卻為主流。主角們駕駛的「散香」、「染赤」等多是推進式，只有「教父」的愛機「Skyly」（スカイリィ）的少數機型為牽引式。

### 登场兵器
散香
初期型，在原書設定中是一種尺寸較小的輕型單座制空戰鬥機。
散香Mk-A2
在Wii遊戲空中殺手－無瑕王牌（The Sky Crawlers: Innocent Aces）中登場的主力機型，外觀與現實世界裡二戰末期日本海軍試作局地戰鬥機震電極為相似。
散香Mk-B
電影版中登場的主角機，根據A2型進一步技術改良並提升性能的發展型，與A2型的外觀已有多處細節差異。
染赤
電影版中出現的主角方雙引擎重戰鬥機，功能與用途近似於二戰時期的雙引擎重型戰鬥／攻擊機。
泉流
電影版中出現的主角方雙引擎遠距離預警／空中管制機，也作為基地間的要員聯絡及輸送機使用。
翠芽
在遊戲空中殺手－無瑕王牌（The Sky Crawlers: Innocent Aces）中登場的主角側上一代戰機，屬於傳統的牽引式戰機，亦為某人物的愛機。
鈴城
轟炸機，只在《None But Air》中出现其名称。
紫目
轟炸機
填鷲
電影版中出現的主角方全翼型六引擎大型轰炸机，類似二戰末期美軍研究開發的XB-35三角翼全翼型轟炸機。
Skyly J2
電影中敌方的單引擎戰鬥機，為「教父」所駕駛的傳統構型戰鬥機。
LineBow
在遊戲空中殺手－無瑕王牌（The Sky Crawlers: Innocent Aces）中登場的對手方雙引擎戰機，外觀類似二戰德國空軍Bf110型戰機。
Fortune
電影中敌方的雙引擎主力戰鬥機，涵南優一在偵查基地任務中遭遇並擊落2架的機型，外觀類似二戰英國空軍流星式戰機。
重型轰炸机
名称不明，電影中敌方的六引擎大型轰炸机，外型與尺吋類似二戰末期美軍研究開發的B-24與B-36大型戰略轟炸機。
空中加油机
名称不明，電影版中短暫出現的主角方加油機，為散香機隊進行空中加油，並在交戰前先行撤離戰區。

## 動畫電影
《空中殺手》於2008年8月2日上映，押井守執導，Production I.G制作。获选为2008年第十二屆日本新媒体动漫艺术节动画部门推荐的作品。獲2008年第81届日本電影金像獎最佳动画奖提名，不过最终并未获得奖项。

### 製作人員
- 原作：森博嗣《The Sky Crawlers》系列（中央公论新社刊）
- 监督：押井守
- 剧本：伊藤千寻
- 音乐：川井宪次
- 制作制片人：奥田诚治、石川光久
- 制片人：石井朋彦
- 演出：西久保利彦
- 角色设定·作画监督：西尾铁也
- 机械设定：竹内敦志
- 美术监督：永井一男
- 美术设定：渡部隆
- 色彩设定：游佐久美子
- 视觉效果：江面久
- 音響監督：若林和弘
- 腳本監修：行定　勳
- 製作擔當：內藤祐史
- CGI管理：林弘幸
- 线性制片人：川口彻
- 制作：Production I.G
- 发行：華納兄弟影業
- 公开：2008年

## 游戏
故事内容为劇場版動畫的前傳，以尚未成名的「教父」為主角，講述了「草薙水素」的前身「織科真海」對成名前的教父的崇拜，以及不惜一切挑戰教父的欲望。遊戲中「永恆之子」才剛加入戰爭，前期主角身邊的同伴皆是不會重生的普通人，可以體會到身邊的戰友逐一殉職並逐渐被替换成永恆之子的變化過程。劇場版相關的人物除了教父之外均未登場，只有重生後的織科真海在片尾留了和草薙水素相同的髮型，配音並未換成菊地凜子。

### 聲優
- 織科真海－工藤晴香
- 戒田正躬－新垣樽助
- 鵜久森洸－小野賢章
- 物集遠近－前田剛
- 山先六鹿－寺杣昌紀